# Adolf Poinsignon
Gustav Adolf Poinsignon (* 10. Juni 1836 in Konstanz; † 22. Februar 1900 ebenda) war ein deutscher Offizier, Historiker und Archivar.

## Herkunft und Militärzeit
Adolf Poinsignon wurde als Sohn des Kaufmanns Heinrich Poinsignon in Konstanz geboren. Bereits sein Vater war zeitweilig Archivar in Konstanz und verfasste eine umfangreiche Münzgeschichte der Stadt. Nach dem Abitur am Jesuiten Lyzeum in seiner Heimatstadt begann Adolf Poinsignon 1856 ein Jurastudium in Heidelberg. Bereits ein Jahr später trat er als Rekrut in das 2. Badische Infanterie-Regiment in Mannheim ein. Dort entschloss er sich, die Offizierslaufbahn zu ergreifen. Im Zuge der Mobilmachung im Jahr 1859 wurde er zum Leutnant befördert und zum 3. Badischen Infanterie-Regiment nach Rastatt versetzt. Am Deutschen Krieg von 1866 nahm er als Adjutant des ersten Bataillons an mehreren Gefechten teil. Den Deutsch-Französischen Krieg verbrachte er als Führer der 2. Kompanie des 6. Badischen Landwehr-Bataillons vor allem in der Festung Rastatt und im Unterelsass. Nach dem Krieg wurde er in das 6. Badische Infanterie-Regiment nach Konstanz versetzt und 1872 zum Hauptmann und Kompaniechef befördert. 1873 erfolgte eine weitere Versetzung in das 7. Rheinische Infanterie-Regiment in Thionville bzw. Trier.

## Stadtarchivar in Freiburg
Durch den Auftrag seines Regimentskommandeurs in Trier, eine Geschichte des Regiments zu verfassen, kam Poinsignon in nähere Berührung mit der historischen Forschung. Die Arbeit kam nicht über Vorstudien hinaus, da er 1879 seinen Abschied vom Militär nahm und sich am Badischen Landesarchiv in Karlsruhe unter der Leitung von Karl Roth von Schreckenstein in die historische Arbeit einweisen ließ.
Bereits im folgenden Jahr 1880 übernahm er die Leitung des Stadtarchivs Freiburg.
Neben seiner Tätigkeit als Archivar verfasste Poinsignon zahlreiche grundlegende Publikationen zur Stadt- und Heimatgeschichte. Nachdem er seine Stelle in Freiburg 1891 aufgegeben hatte, zog er zurück in seine Heimatstadt Konstanz, wo er in der Nacht vom 22. auf den 23. Februar 1900 an den schweren Kopfverletzungen eines in Kreuzlingen erlittenen Überfalls starb.

## Veröffentlichungen (Auswahl)
- Ödungen und Wüstungen im Breisgau, Zeitschrift für die Geschichte des Oberrheins, Band 41, 1887, S. 322–368 (Digitalisat im Internet Archive) und S. 449–480 (Digitalisat im Internet Archive).
- Die Urkunden des hl. Geist-Spitals zu Freiburg i. B., 2 Bde., Freiburg 1890.
- Geschichtliche Ortsbeschreibung der Stadt Freiburg im Breisgau, Bd. 1, Freiburg 1891.
- Der Todtentanz in der St. Michaelskapelle auf dem alten Friedhof zu Freiburg im Breisgau, Freiburg 1891.

Siehe auch das Werkverzeichnis bei Baier.